# Периодическое голодание
Периоди́ческое голода́ние (также известно как интервальное голодание; англ. Intermittent fasting) — медицинская практика, заключающаяся в планировании периодов отказа от приёма пищи, сменяющихся периодами без ограничений приёма, с целью достижения положительных физиологических эффектов, основанная, прежде всего, на процессе аутофагии.
Согласно заключению Американской кардиологической ассоциации, а также согласно сборному обзору, осуществлённому в 2019-м году и опубликованному в рецензируемом медицинском научном журнале «New England Journal of Medicine», положительные физиологические эффекты периодического голодания могут включать:
- Снижение и контроль избыточной массы тела;
- Снижение уровня кровяного давления при гипертензии;
- Снижение интенсивности воспалительных процессов;
- Снижение риска кардиометаболических заболеваний;
- Снижение уровня инсулиновой резистентности.

Побочные эффекты прерывистого голодания не были всесторонне изучены. Национальный институт старения США в 2018 году порекомендовал обсудить с врачом преимущества и риски прежде, чем вносить какие-либо существенные изменения в свой режим питания.
Периодическое голодание не рекомендуется беременным и кормящим женщинам, пожилым людям или лицам с расстройствами пищевого поведения.
Также периодическое голодание не следует путать с разнородными ненаучными практиками т.н. «альтернативной медицины», объединёнными общим термином «лечебное голодание».